# Charles Jacques Joseph Du Hays
Charles Jacques Joseph Marie Du Hays est un homme politique français né le 4 décembre 1782 à Béthune (Pas-de-Calais) et décédé le 5 novembre 1860 à Paris.

## Biographie
Fils de Sylvain, chevalier, seigneur de la Plesse et de Charlotte Delevigne, dame du Mont Éventé, Charles du Haÿs chevalier, nait en 1782.
Propriétaire à Arras, conseiller général, il est député du Pas-de-Calais de 1824 à 1827, siégeant dans la majorité soutenant le ministère Villèle.
Il épouse Élisabeth (Maximilienne-Élisabeth-Ghislaine-Emmanuelle) de Louverval. Le couple a quatre enfants :
- Alphonse (1817-1894) ;
- Yves (1820-1909) ;
- Louise Jéronime (1823-) ;
- Emmanuel (1825-1887)[1].

## Sources
- « Charles Jacques Joseph Du Hays », dans Adolphe Robert et Gaston Cougny, Dictionnaire des parlementaires français, Edgar Bourloton, 1889-1891 [détail de l’édition]